# (6017) 1991 PY11
(6017) 1991 PY11 (1991 PY11, 1952 HH2, 1959 JN, 1988 VR11) — астероїд головного поясу, відкритий 7 серпня 1991 року.
Тіссеранів параметр щодо Юпітера — 3,576.